# Powiat Caneggio
Caneggio (wł. Circolo di Caneggio) – powiat w Szwajcarii, w kantonie Ticino, w okręgu Mendrisio. Siedziba administracyjna powiatu znajduje się w miejscowości Breggia. 
Powiat składa się z dwóch gmin (comune) o powierzchni 27,11 km² i o liczbie mieszkańców 5386.

## Gminy
| Nazwa gminy | Liczba mieszkańców 31 grudnia 2021 | Powierzchnia km² |
| ----------- | ---------------------------------- | ---------------- |
| Breggia     | 1 927                              | 25,48            |
| Vacallo     | 3 332                              | 1,63             |

## Zmiany administracyjne
- 25 października 2009
  - utworzenie gminy Breggia z gmin Bruzella, Cabbio, Caneggio, Morbio Superiore, Muggio i Sagno